# Hatria Basket
L'Associazione Sportiva Hatria Basket è la squadra di pallacanestro della città di Atri. Fondata nel 1978, iniziò la sua avventura nel campionato di promozione.

## Storia
Il club venne fondato il 12 settembre 1978 e iscritto al campionato di promozione e al secondo anno di attività fu promosso in serie D. Nel 1983-84 vinse i play-off contro il Sulmona arrivando alla serie C e si trasferì dall'Arena ACLI al palazzetto dello sport di piazzale Alessandrini.
Per tutti gli anni '90 la squadra giocò tra la serie D e la C e nel 1999-2000 raggiunse i play-off, perdendoli contro Osimo, per la promozione in B2. Il traguardo fu raggiunto la stagione successiva battendo il Giulianova. Al primo campionato in quarta serie fu sconfitto nella finale play-off contro il Pistoia e l'anno successivo giunse la promozione in terza serie dopo una stagione regolare condotta al comando e i play-off conclusi senza neanche una sconfitta
Per giocare in B1 la squadra si trasferì a Roseto degli Abruzzi non essendo l'impianto casalingo a norma e l'annata si concluse con una retrocessione, prontamente riscattata l'anno successivo. Per il secondo anno di B Eccellenza venne inaugurato un nuovo impianto in città denominato Palapompea.
Nel 2006-07 venne retrocesso nuovamente in B2 e dopo altre due stagioni la ASD Pallacanestro Atri, nata dalla scissione della ASD Hatria Basket, riparte dal campionato di C2.